# 糟谷咲貴子
糟谷 咲貴子（かすや さきこ、1994年6月5日 - ）は、日本の女優・モデル。東京都出身。レイ・グローエンタテインメント所属していたが2018年10月31日をもって退社している。立教大学現代心理学部映像身体学科卒業。

## 人物
- 特技：バレーボール・書道。
- 趣味：映画観賞・舞台観賞・ダンス・ギター・海外旅行・キックボクシング・ゴルフ・麻雀

## 略歴
- 立教大学現代心理学部映像身体学科の入学式にてテレビ朝日の番組、学生HEROES!のスタッフに声をかけられる。その後番組出演をきっかけにモデル活動をはじめる。
- 2014年 - ダブルアップエンタテインメント に所属し、本格的に芸能活動を始める。
- 2016年 - ダブルアップエンタテインメントを退所しレイ・グローエンタテインメントに移籍。
- 2018年10月31日 - レイ・グローエンタテインメントを退社

## 出演

### テレビ
- 学生HEROES！（2013年、テレビ朝日）
- 人は見た目が100パーセント（2017年、フジテレビ）
- コンフィデンスマンJP（2018年、フジテレビ）

### CM
- タカラレーベン（2014年）
- 755 乃木坂編（2014年）
- IKEA （2015年）
- 大正製薬 （2017年）
- モスバーガー （2017年）

### 舞台
- ロックミュージカルプロジェクト「ONELOVE」（2017年、あうるすぽっと）
- 「ひいろ」（2017年、浅草ゆめまち劇場） W主演 紺野蒼役
- 「殉血のサルコファガス」(2018年、シアターシャイン) アン役
- SECOND・NPRODUCE 「DOWNTOWNHOTEL」(2019、高田馬場ラビネスト) 吉田清美役

### PV
- クリスマスソング （backnumber、2016年）

### その他
- COOLCORE芸人仕分けプロジェクト （2013）
- 美人時計
- スーパー海物語IN JAPAN
- 美女暦
- エイ出版
- サッカーキング
- GENie
- 東急不動産 ビジネスエアポート
- 輪高崎 10周年オリジナルCM エミ役